# Закулисье

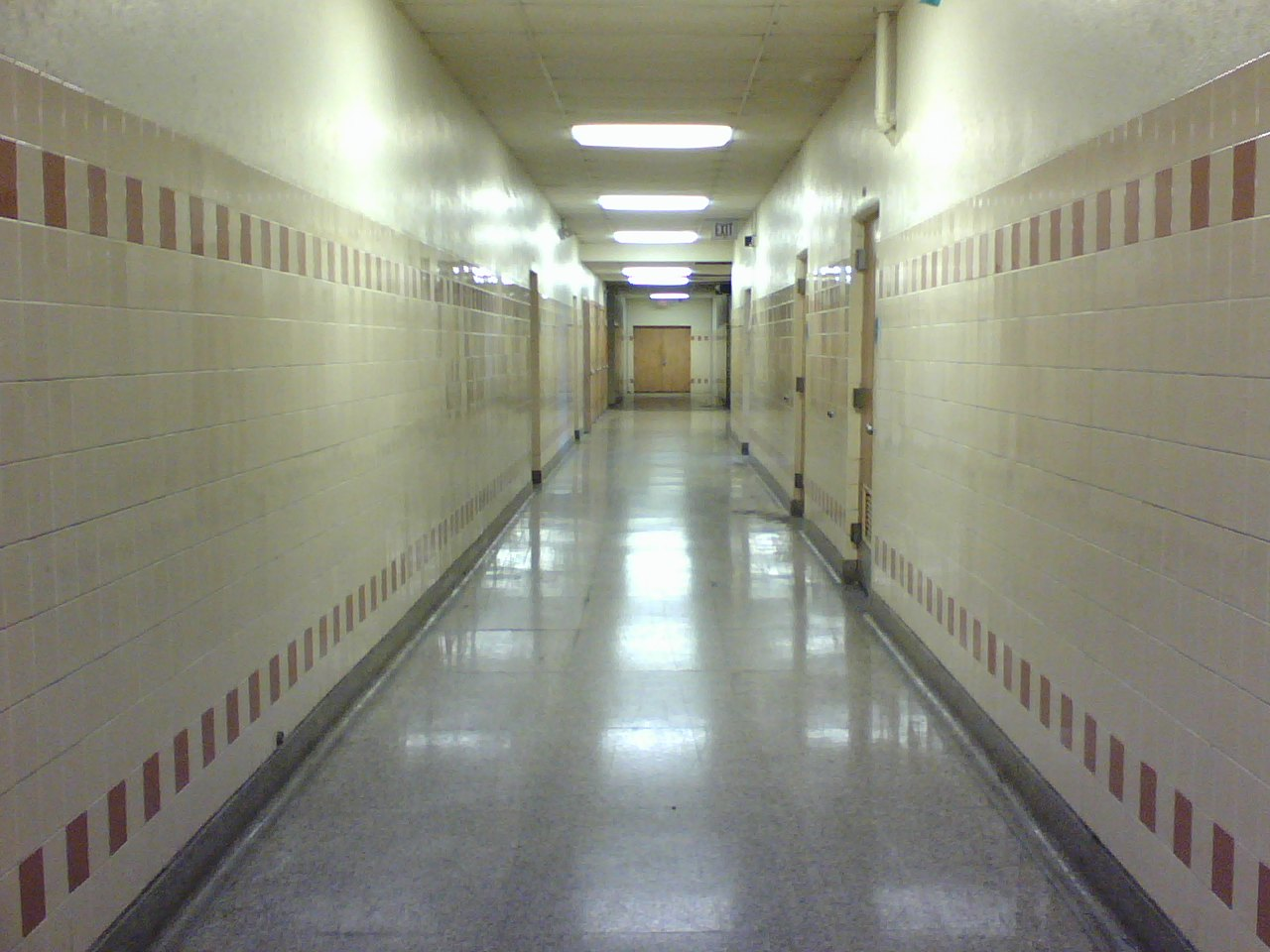
Популярность Закулисья вдохновила интернет-тенденцию лиминальных пространств: «изображения „жутких“ и необитаемых мест», например этого пустого коридора американской средней школы в ночное время

Закули́сье (англ. The Backrooms) — городская легенда, интернет-мем и крипипаста о вымышленном месте, в частности о бескрайнем лабиринте случайно связанных между собой офисных и подсобных помещений, вызывающем страх и тревогу своей неестественной опустошённостью. Первичная версия Закулисья берёт своё начало из публикации пользователя от 12 мая 2019 года на популярном англоязычном анонимном имиджборде 4chan в тематическом треде, посвящённом поиску изображений, которые, по мнению людей, больше всего кажутся тревожными и пугающими.
Закулисье представляет собой коридоры и комнаты, покрытые старыми монотонными коврами жёлтого оттенка, стены в них оклеены разнотипными обоями, а на потолках установлены шумные люминесцентные лампы. Для локации также характерно появление сущностей, якобы враждебных к человеку фантасмагорических существ. Легенда гласит, что выбраться из Закулисья практически не является возможным; на основе этого факта интернет-пользователи расширили концепцию, придумав новые «уровни» лабиринтов со своими уникальными дизайном и предысторией.
Считается, что множество уровней Закулисья отражает и эксплуатирует экзистенциальные и детские страхи, забытые или незамеченные, предположительно обличает «тёмную, ужасающую сторону созданного человеком мира, где подсобным и офисным помещениям не придаётся значения, хотя они окружают людей постоянно»:

<...> К примеру, возможно, одной ночью кто-то из родителей работал допоздна в офисе и оставил нас одних на произвол судьбы в большом, пустом здании, полном извилистых, похожих на лабиринт коридоров. Может быть, мы «застряли» в школе до вечера по той или иной причине и бродили по пустым коридорам ме́ста, где обычно кипит жизнь.
Оригинальный текст (англ.)For instance, maybe a parent was working late at the office one night and left us to our own devices in a big, empty building full of winding, maze-like corridors. Maybe we got stuck after school for one reason or another and wandered the empty halls of a place that was usually bustling with activity.

## История
Идея Закулисья возникла в одном из тематических тредов на анонимном имиджборде 4chan, опубликованном 12 мая 2019 года, в котором анонимный пользователь попросил других «опубликовать тревожные изображения, которые просто кажутся „неправильными“». Так первая фотография, изображающая Закулисье, была повторно загружена из ветки треда 22 апреля 2018 года, также посвящённого «про́клятым изображениям».
Другой аноним прокомментировал фотографию, поделившись своей концепцией о Закулисье, указав, что человек попадает в это место, когда он «выпадает из реальности» (англ. noclip), что изначально является термином, связанным с видеоиграми, обозначающим явление, когда игрок проходит сквозь «физическое» пространство игры (границу карты), которое, как правило, должно преграждать ему путь.
Затем уже один из участников треда сочинил краткое описание к этому придуманному месту:

Если не проявить достаточной осторожности и выпасть из реальности, будучи в неподходящем месте, то Вы окажетесь в Закулисье, где будут только запах ветхого влажного ковра, безумие однотипных жёлтых обоев, непрекращающийся гул шумных люминесцентных ламп на заднем плане и приблизительно 1,5 млрд км² случайным образом совмещённых пустых комнат. 

И упаси вас Господь, если Вы услышите, как что-то бродит поблизости, ведь это значит, что оно уже услышало Вас.
Оригинальный текст (англ.)If you're not careful and you noclip out of reality in the wrong areas, you'll end up in the Backrooms, where it's nothing but the stink of old moist carpet, the madness of mono-yellow, the endless background noise of fluorescent lights at maximum hum-buzz, and approximately six hundred million square miles of randomly segmented empty rooms to be trapped in 

God save you if you hear something wandering around nearby, because it sure as hell has heard you.

Вскоре через три дня, 15 мая 2019 года, некто неизвестный объединил первое изображение и скриншот поста с описанием Закулисья, после чего создал тред на 4chan, в котором уже опубликовал компиляцию из двух изображений с комментарием: «Can anybody redpill me on the Backrooms? Saw this on a previous thread and it’s got me intrigued.» (с англ. — «Может кто-нибудь просветить меня, что такое Закулисье? Увидел это в предыдущем треде, и это меня заинтриговало.»). С этого треда начинается стремительная популяризация крипипасты, создаются и распространяются мемы, и ведутся дискуссии о дальнейшем развитии феномена.
Спустя некоторое время программисты-энтузиасты создают программу, симулирующую случайную генерацию связанных друг с другом пустых комнат общей площадью в приблизительные 600 млн миль² (≈1,5 млрд км²), которая послужит основой для разработки последующих компьютерных инди-игр и других проектов, посвящённых тематике Закулисья.
После того, как этот пост на 4chan стал широко известен, несколько интернет-пользователей написали крипипасты, связанные с Закулисьем. Кроме того, было создано и распространено множество мемов в социальных сетях, что ещё больше популяризировало концепцию. Некоторые также заявили, что уже видели это изображение где-то раньше. Интернет-издание, посвящённое историям ужасов, The Ghost in My Machine заявляет, что «Закулисье» является «одной из самых обожаемых жутких легенд в Интернете».
По мнению редактора интернет-издания Happy Mag Мэннинга Пэтстона (Manning Patston), эти фотографии и описания к ним вызывают ощущение «экзистенциальности, пустоты и ужаса». Сравнивая локацию Закулисья с геймдизайном уровней в видеоигровой франшизе Resident Evil, журналистка Кейтлин Кубрик (Kaitlyn Kubrick) из Somag News называет Закулисье «ужасающей крипипастой про́клятых сновидений, придающей лабиринтам новый смысл». Явление Закулисья также было связано с концепцией «кенопсии», впервые введённой в онлайн-словаре неологизмов The Dictionary of Obscure Sorrows.
Местонахождение помещения на оригинальной фотографии «Закулисья» долгое время оставалось неизвестно, предлагалась в том числе и версия того, что изображение представляло собой процедурно сгенерированную цифровую композицию. Происхождение фотографии стало известно в 2024 году, им оказались помещения магазина мебели HobbyTown в Ошкоше, штат Висконсин. Фотографии были сделаны во время реконструкции магазина в 2003 году и выложены на сайте магазина. Интернет-пользователи обнаружили архивную копию сайта.
По крайней мере две вики выступают в роли хранилищ всего, что было создано в мифологии Закулисья на данный момент: одна размещена на платформе Fandom, а другая — на Wikidot. Вики на Fandom появилась первой, однако в настоящее время она не считается основной: из-за отсутствия модерации проект подвержен частым актам вандализма и, как следствие, утратил статус каноничного. В качестве актуального и каноничного источника информации в настоящее время признаётся вики на Wikidot.

## Концепция

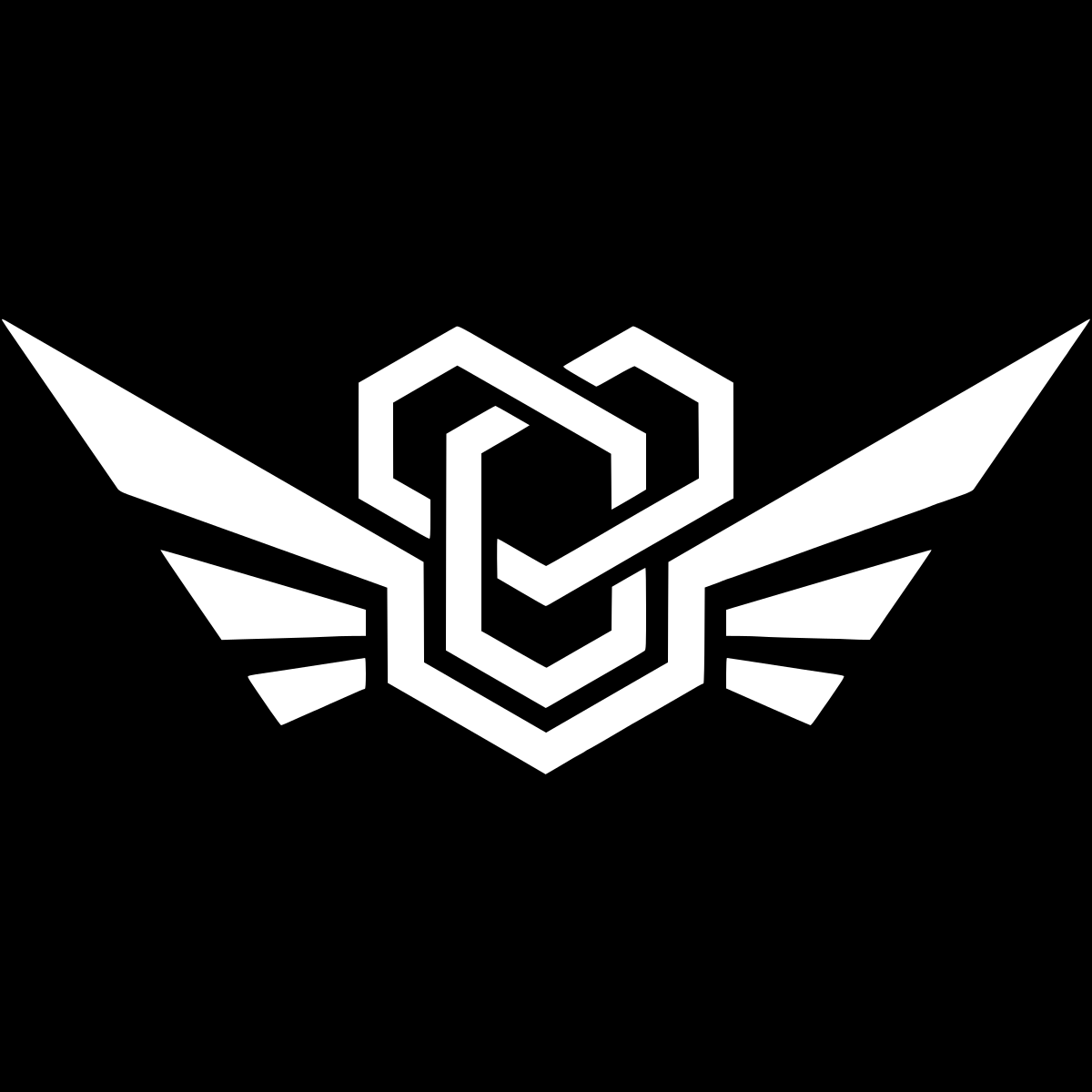
Логотип «Backrooms Database Wikidot»

Первоначальная концепция Закулисья была расширена пользователями, которые создали новые разнообразные «уровни». Хотя в фэндоме о Закулисье и можно найти информацию о тысячах уровней с подуровнями, отрицательных уровней и шуточных уровней со своими уникальными описаниями, изображениями и «классами безопасности» (по одной из версий уровней бесконечное множество), однако выделяют в качестве «основных» уровней, как правило, первые 9 (10), а также некоторые наиболее популярные, не входящие в «основные». Самыми известными являются первые три уровня:

### Уровень 0
Уровень со всеми наиболее известными характеристиками крипипасты, изображённый на оригинальной фотографии Закулисья. Одной из «сущностей», созданных пользователями для Уровня 0, являются «гончие», описываемые как «изуродованные, маниакальные» гуманоидные существа, которых «следует избегать любой ценой». Ещё одна особенность этого уровня — «зона аномалии», которая может привести к возвращению на Землю, перемещению в начало уровня или в «новое измерение» с другими враждебными существами. На Уровне 0 погибает большинство людей.

### Уровень 1
Достичь Уровня 1 можно, если не входить в зону аномалии, а вместо этого бродить по Уровню 0 в течение нескольких дней. Уровень 1 темнее, чем уровень 0, и имеет более индустриальную архитектуру и звуки, похожие на механические. Люминесцентные лампы начинают мигать чаще, иногда полностью выключаясь. Некоторые приписывают этому уровню резкие отдалённые крики. На Уровне 1 есть постоянные запасы воды, благодаря чему он пригоден для жизни.

### Уровень 2

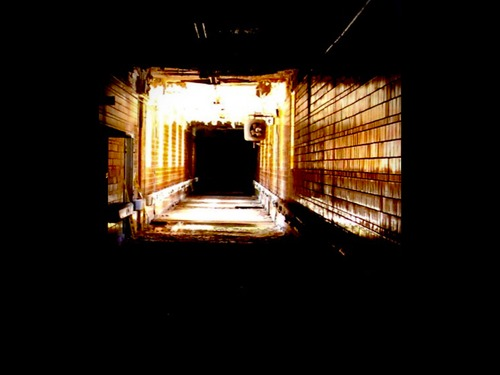
Изображение «Уровня 2»

Это самый тёмный уровень, он имеет гораздо более высокую температуру, чем другие уровни, содержит более индустриальную архитектуру и наибольшее количество «сущностей». Туда можно попасть, просто бродя по Уровню 1 в течение достаточно долгого периода времени. «Выжившие» в Закулисье утверждают, что единственный способ сбежать оттуда — сохранять спокойствие, заявляя, что «вы можете уйти только тогда, когда закулисье станет вашим домом».

### Уровень 4
Данный уровень напоминает пустое офисное здание, почти полностью лишённое мебели. Некоторые комнаты на этом уровне имеют окна, хотя большинство из них полностью затемнены. Любые окна, которые не были затемнены, считаются ловушками и их следует избегать любой ценой.
Также это лучшее место для встречи с другими людьми и поиска припасов. Перед тем, как пытаться пойти на следующие уровни, запаситесь Миндальной Водой: она вам понадобится, особенно на Уровне 5 и Уровне 6.

### Уровень 37
Уровень 37, чаще называемый Poolrooms, — представляет собой обширный комплекс взаимосвязанных комнат и коридоров, слегка погружённых в чуть тёплую воду. Каждая область уровня сильно различается по размеру и структуре, начиная от однородных бассейнов и коридоров и заканчивая более открытыми областями неправильной формы.
Стены, потолки и полы уровня кажутся построенными из одной и той же белой керамической плитки или из любой другой отделки, которая встречается в комнатах с бассейнами. Благодаря своей эстетике и атмосфере данный уровень обзавёлся своей собственной базой фанатов.

## Признание
Закулисье получило признание журналистов и пользователей Интернета, большинство из которых отметили его сверхъестественность. Крипипаста также упоминается как источник и наиболее известный пример интернет-тенденции лиминальных пространств, которые представляют собой фотографии, вызывающие «чувство ностальгии, потерянности и неуверенности»; тег #liminalspaces набрал приблизительно 2,3 миллиарда просмотров в социальной сети TikTok. Когда женщина по имени Клэр Шойлин нашла заброшенный торговый центр под своим Airbnb, интернет-комментаторы сравнили её фотографии этого места с оригинальным изображением Закулисья.
Dazed назвал Закулисье примером «интернет-фольклора». Мэннинг Пэтстон сравнил это место с теориями заговора об НЛО в Зоне 51, с работой режиссёра Стэнли Кубрика «Сияние», с городской легендой Minecraft о Херобрине и с фильмом «Мы» 2019 года.
Концепцию Закулисья также сравнивают с серией музыкальных альбомов Everywhere at the End of Time (2016—2019), якобы изображающих деменцию с использованием американской музыки образцов 1920-х годов. По словам Марты Ферро (итал. Marta Ferro) с итальянского новостного сайта Antropia, коридоры Закулисья похожи на коридоры в отеле The Shining’s Overlook Hotel, а сходство с серией альбомов проистекает из «прогрессии неузнаваемости», которую содержат уровни крипипасты.

## Влияние

### Фильмы
В январе 2022 года короткометражный фильм ужасов под названием «The Backrooms (Found Footage)» был загружен на YouTube-канал тогда 16-летнего режиссёра Кейна Парсонса (Kane Pixels на YouTube). Он представлен как запись 1996 года о молодом операторе, который случайно попадает на локацию, убегает от сущности и попадает на другие уровни. В фильме используются как кадры из реального времени, так и рендеринг 3D Blender, а также другие методы для создания таких эффектов, как дрожание камеры и VHS-фильтр. Классифицированная некоторыми как «аналоговый хоррор», короткометражка получила признание: автор статей на сайте WPST Эрика Расселл (Erica Russell) назвала его «самым страшным видео в Интернете», в то время как Мэри Бет Макэндрюс (Mary Beth McAndrews) из новостного сайта Dread Central сравнила его с видеоигрой Control 2019 года и «посмотрела его 10 раз».
Некоторые были удивлены, что́ Парсонс сделал с тем, что у него было: журналист Джей Алексис (Jai Alexis) с сайта PopHorror был удивлён возрастом режиссёра, в то время как The Awesomer отметил, что Закулисье «показывает, как создавать напряжение без бюджета». Автор статей Роб Бешизза (Rob Beschizza) из Boing Boing предположил, что крипипаста в конечном итоге «окажется в гладком, но мрачном 2-часовом голливудском фильме», сравнив это предсказание с ужасом «Слендермен» и его экранизацией 2018 года. При описании мема о Закулисье Таннер Фокс (Tanner Fox) из GameRant назвал короткометражку «парализующими часами, которые вмещают в себя немало ужаса за короткое время». Редактор из Bloody Disgusting Майкл Л. Сандал (Michael L. Sandal) сравнил его с произведениями писательницы Шарлотты Перкинс Гилман.
С тех пор Парсонс загрузил пятнадцать других видеороликов, относящихся к Закулисью, в нехронологическом порядке по состоянию на 12 февраля 2025 года: «Третий тест», «Первый контакт», «Пропавшие без вести», «Информационное видео», «Отчёт о вскрытии», «Обнаружено движение», «Прототип», «Подводные камни», «Отчёт», «Презентация», «Воссоединение», «Контрольно-восстановительные работы», «Обзор освещения и плитки» и «Статический тупик». Их общий сюжет вращается вокруг вымышленного фонда Async, который обнаруживает, а затем исследует Закулисье, чтобы решить «все текущие и будущие потребности в хранении и жилых помещениях», с информационным видео, ссылающимся на местоположение как «Проект KV31».

### Видеоигры
С момента своего создания концепция Закулисья была существенно расширена за счёт видеоигр: например, одноимённая хоррор-игра The Backrooms, выпущенная в 2019 году инди-игровой студией Pie on a Plate Productions. Журналист Сигма Клим (Sigma Klim) в статье интернет-издания Guru Gamer делится мнением, что игра является чем-то уникальным среди того большинства хоррор-контента, что он назвал «клишированным», и сравнивает её с игрой Yume Nikki, объясняя их схожесть в «самовольном интерпретировании истории и похожим поиском выхода из игровых ситуаций».
Другие выпущенные игры, основанные на Закулисье: The Backrooms Game, Inside the Backrooms, The Backrooms Simulator, Enter the Backrooms и другие.